# 2-метил-2-бутен
2-метил-2-бутен представляет собой бесцветную нерастворимую в воде летучую жидкость с формулой(C5H12).

## Получение
2-метил-2-бутен можно получить путём дегидратацией из 2-метил-2-бутанола или неопентанола.

## Использование
2-метил-2-бутен используется для получения 3-бром-2, 3-диметил-1, 1-дициано-бутана.

## Примечание
1. CA Taylor, Wm. H. Rinkebach, Стереоизомерные формы бис (триметилэтиленнитрозата) , J. Am. Chem. Soc. 1926, вып. 48 (6), стр. 1684—1687. doi: 10.1021 / ja01417a034
2. стратегические применения именованных реакций в органическом синтезе: Справочная информация и детальные механизмы, Elsevier Academic Press,2005 (ISBN 0-12-429785-4), с. 354